# مفوض

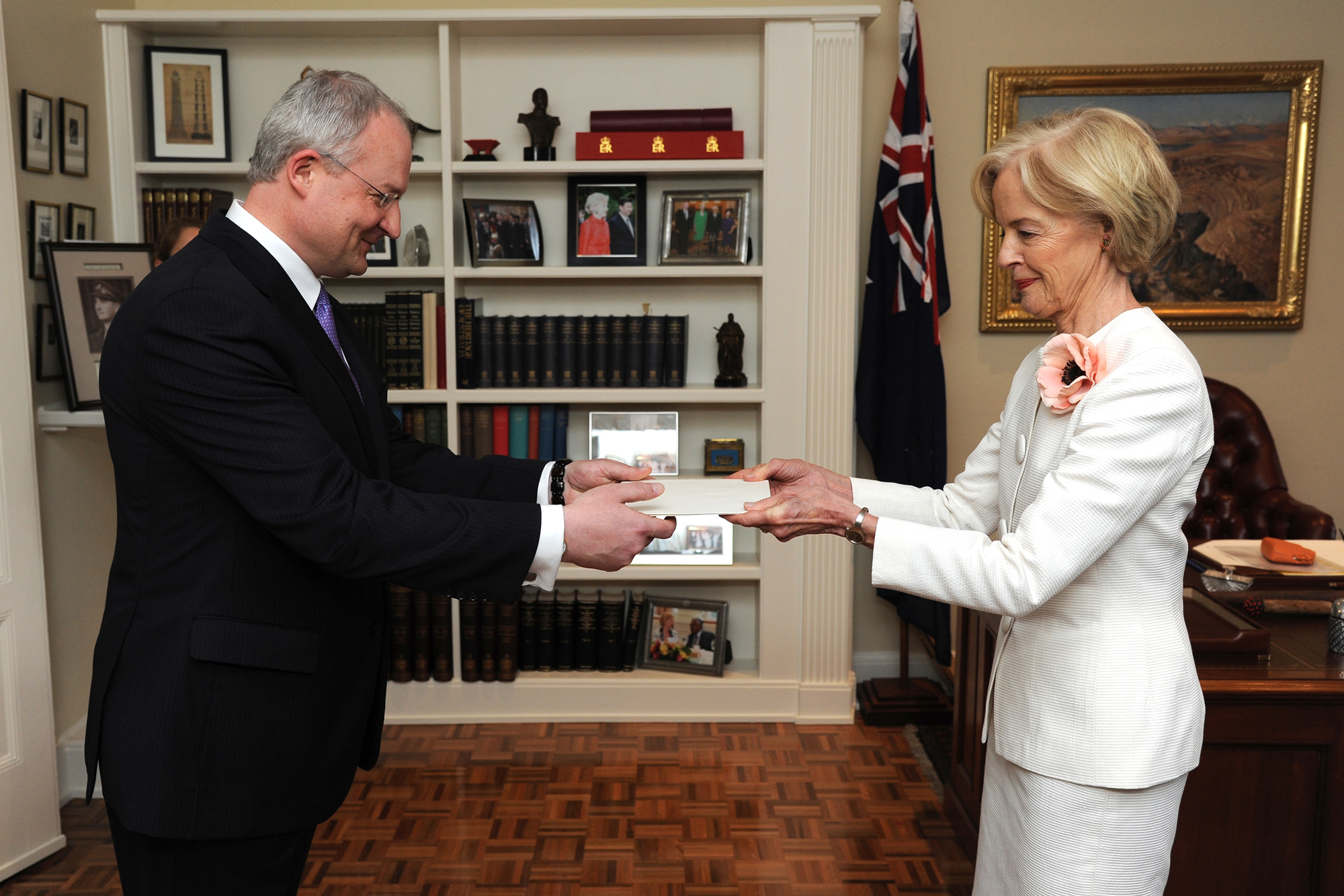
السفير الإستوني السيد أندريس أونجا يقدم أوراق اعتماده إلى الحاكم العام لأستراليا السيدة كوينتين أليس لويز برايس

إن لكلمة المفوّض المشتقة من الكلمة اللاتينية «القوة» معانٍ كثيرة، إن كانت اسمًا؛ فهي تدل على شخص لديه «تفويض كامل». يشير المصطلح بشكل عام إلى دبلوماسي لديه السلطة الكاملة لتمثيل دولة من ناحية الصلاحيات (على سبيل المثال، السفير). إن كانت صفةً؛ فإن كلمة المفوّض تدل على شيء، أو مرسوم، أو تخصص يعطي «تفويضًا كاملًا».

## الدبلوماسيون
قبل عصر النقل الدولي السريع أو الاتصال الفوري (مثل التلغراف في منتصف القرن التاسع عشر أو أنظمة الراديو)، مُنح رؤساء البعثات الدبلوماسية سلطة (مفوّضية) كاملة لتمثيل دولهم في المفاوضات التي تحصل في الدولة المضيفة. تقليديًا، أي تمثيل يحصل أو أي اتفاقيات يتم التوصل إليها مع المفوض يُعترف بها على أنها مقيدة به من قبل دولهم.
تاريخيًا، كان التعبير العام الشائع للدبلوماسيين ذوي المكانة الرفيعة في المملكة أو في الدولة هو «الوزير». ولهذا أصبح من المعتاد أن يُدعى رؤساء البعثات عالية المستوى بالوزراء المفوضين. كان هذا المنصب معادلًا تقريبًا للمنصب المعاصر «السفير»، خُصص هذا المصطلح تاريخيًا وبشكل رئيسي للبعاث بين القوات العظمى.
كانت البعثات الدبلوماسية على الصعيد الثنائي محدودة بصورة رئيسية على العلاقة بين القوى الكبرى أو المجاورة أو المتحالفة معها بشكل وثيق، وكانت قليلًا ما ترتبط بالإمارات القليلة الصغيرة، وبالكاد تساوي ما جرى الإنفاق عليه. على أي حال، كانت البعثات الدبلوماسية تُوفد في مهمات محددة، مثل التفاوض على اتفاقية ثنائية أو عن طريق مؤتمر مثل البرلمان الإمبراطوري للإمبراطورية الرومانية المقدسة. في مثل هذه الحالات، كان من الطبيعي إرسال وزير ممثل مفوض بالتصويت. على سبيل المثال، في اتفاقية السلام في فرساي (1783)، التي أنهت الثورة الأمريكية، سُمي كُل من جون آدامز، وبنجامين فرانكلين، وجون جاي «الوزير المفوض في الولايات المتحدة» في هولندا وفرنسا وإسبانيا.
بحلول مؤتمر فيينا (1814-15)، الذي دوّن العلاقات الدبلوماسية، أصبح لقب السفير أكثر تداولًا واتُّبع على أنه المنصب الوحيد الأعلى شأنًا من الوزير المفوض. أصبح لقب السفراء بشكل تدريجي اللقب الموحد لرؤساء البعثات الثانوية، ولم يعد تصنيفهم يميل إلى عكس أهمية الدول، التي أصبح لجميعها معاملة متساوية.
في الوقت الراهن، يمكن لرؤساء الدولة أو الحكومة، ونواب الوزراء والمسؤولين مقابلة بعضهم بسهولة والتحدث بشكل شخصي. وبالتالي، يمكن القول إن السفراء لا يحتاجون السلطة التي يتمتع بها المفوض. على أي حال، ما زالوا يُعيّنون ويُعتمدون على أنهم استثنائيون ومفوضون.

## السلطة
بعيدًا عن الدبلوماسيين المفوضين، حصل بعض المديرين الدائمين على صلاحيات المفوض. منحت الحكومات المركزية في بعض الأحيان مرتبة المفوض (سواء بشكل رسمي أو بحكم الأمر الواقع) لحكام الإقليم. كان هذا على الأرجح يحدث عندما كان بعد الإقليم المُدار أمرًا غير عملي للحكومة المركزية للمحافظة على سلطتها وقوانينها وأنشطتها وممارستها بشكل مباشر.
كان هناك حالات يُمنح فيها التفويض بشكل علني لمسؤول رفيع المستوى مثل عضو يافع في المجلس الحاكم (يُلقب في بعض الأحيان نائب الملك)، لكن مع تعليمات سرية تحد بشكل كبير من سلطة المنصب من خلال منح مركز المفوض لمدير أصغر، أو ربما من طبقة اجتماعية أدنى. وبالتالي، لم يكن الموقف الرسمي الذي يشغله الفرد دائمًا دليلًا موثوقًا لسلطة مفوضية فعلية.
حتى في الأوقات الحديثة، أُعيد إحياء لقب المفوض في بعض الأوقات.
من الأمثلة على سلطة المفوضين ما ذُكر أدناه:

### الفترة الاستعمارية
في 1879– 1884، نُصب المستكشف هنري مورتون ستانلي (ولد في عام 1841، وتوفي في عام 1904) مفوضًا على الرابطة الدولية للكونغو (سُميت منذ عام 1882 الرابطة الدولية للكونغو، وكانت واجهة لطموحات ملك بلجيكا ليوبولد الثاني وغير مدعومة من الحكومة البلجيكية) في أفريقيا الاستوائية، بينما كانت القيادة العسكرية تضم أربع ضباط متتابعين للمحطة (الأساسية) في كاريما. في 22 أبريل 1884، أصبحت الرابطة الدولية للكونغو دولةَ الكونغو الحرة المستقلة، تحت إشراف السلطات النظامية (يرأسها الملك البلجيكي ليوبولد الثاني بشكل شخصي وصارم)، وفي بادئ الأمر تحت إشراف مدير عام.

### قبل الحرب العالمية الثانية في أوروبا
- بعد قمع الثورة المجرية 1848 بنجاح، عُيّن قائد الجيش النمساوي يوليوس جاكوب فون هاينو مفوضًا بغرض تنفيذ القوانين العسكرية في المجر.
- في جزيرة كريت اليونانية، بعد أن مارس رئيس اللجنة التنفيذية للجمعية الكريتية، أيوانيس سفاكياناكيس (ولد في عام 1848، وتوفي في عام 1924)، السلطةَ التنفيذية من 20 مارس إلى 21 ديسمبر 1898 بعد طرد آخر حاكم عثماني، ترأس وكيل المفوضية العليا لسلطات (الحماية المسيحية) الإدارة الرسمية في 20 مارس 1898 وأُنشئت دولة كريت (كانت بصورة رسمية تحت السلطة العثمانية إلى حين الإعلان بشكل فردي عن الاتحاد مع اليونان في 6 أكتوبر في 1908):
- 21 ديسمبر 1898- 30 سبتمبر 1906 جورج أمير اليونان والدنمارك (ولد في عام 1868 – توفي في عام 1959) 1 أكتوبر 1906 – 30 سبتمبر 1911 ألكسندروس زيميس (ولد في 1855 – توفي في عام 1936)؛ بعد ذلك، من 30 سبتمبر 1911 إلى 30 مايو 1913، بقي المنصب شاغرًا، ولكن لم يُلغَ حتى دُمجت الجزيرة رسميًا لتصبح مملكة اليونان في ديسمبر عام 1913.
- خلال الحرب الأهلية الروسية، عينت الحكومة السوفيتية كارل لاندر مفوضًا في شمال القوقاز وَدون، وذلك لممارسة هذه السلطة في محاكمة القوقاز المتمردين.
- في سلوفاكيا، 15 يناير 1927 – 28 يونيو 1928، كان جوزيف كالاي (ولد في عام 1881 – توفي في عام 1939) وزيرً مفوضًا ومدير الحكومة التشيكوسلوفاكية.
- في أيرلندا، أكتوبر 1921، أعطى برلمان أيرلندا الثوري مايكل كولينز وآرثر غريفيث وروبرت بارتون منصب المفوض، وذلك لمناقشة المعاهدة الإنجليزية الأيرلندية مع بريطانيا.

### ألمانيا النازية
في سلوفاكيا، يوليو 1939 - 4 أبريل 1945، مثل ثلاثة مبعوثين ألمان ووزراء مفوضين متتابعين (على الطريقة الدبلوماسية القديمة) الرايخ في دولة الدمى (مصطلح يطلق على دولة يُزعم أنها مستقلة ولكنها في الحقيقة تعتمد على قوة خارجية) النازية (14 مارس 1939 – 3 أبريل 1945) لجوزيف تيسو (ولد في عام 1887 - توفي في عام1947، وهو وزير تشيكوسلوفاكي سابق في الوزارة التشيكوسلوفاكية، 6 أكتوبر - 28 نوفمبر 1938) الحزب الليبرالي الاجتماعي الكرواتي «هسلا» (أُجري التنفيذ في 26 أكتوبر 1939، نصّب فودكا نفسه «القائد» وهو قومي يميني متطرف).

## الترجمة
في يونيو 2004، صوّتت توداي ترانسليشن، وهي شركة ترجمة بريطانية، على هذه الكلمة باعتبارها واحدة من الكلمات العشر في اللغة الإنجليزية التي تعد الأصعب في الترجمة. على أي حال، بعض من هذه الكلمات موجود في اللغات الرومانسية (مثل البرتغالية plenipotenciário، والفرنسية plénipotentiaire، والرومانية plenipotențiar، والإسبانية plenipotenciario ، والإيطالية plenipotenziario) التي لها معنى مماثل باللغة الألبانية plotfuqishëm يماثلها في الصوت، على الرغم من أن لها جذورًا محلية.